# Jack Lambert (Footballspieler)
John Harold „Jack“ Lambert (* 8. Juli 1952 in Mantua, Ohio) ist ein ehemaliger US-amerikanischer American-Football-Spieler. Er spielte als Linebacker in der NFL bei den Pittsburgh Steelers.

## High School/College
Lambert besuchte die Crestwood High School. Er spielte dort als Quarterback, wechselte später auf dem College auf die Position eines Middle Linebackers, nachdem er im ersten Jahr auf der Kent State University noch auf der Position eines Defensive End gespielt hatte. Bereits auf der High School verlor er in einem Basketballspiel vier Schneidezähne aus dem Oberkiefer durch einen Ellbogencheck. Die vier fehlenden Zähne wurden später zu seinem Markenzeichen.
Lambert war Spieler der Kent State Golden Flashes, der Footballmannschaft des Colleges, welche mit ihm als Spieler 1972 ihren bislang größten Erfolg feierte. Da die Mannschaft in der Lage war die Mid-American Conference zu gewinnen, gelang dem Team der Einzug in den Tangerine Bowl. Dort musste man sich allerdings der Mannschaft der University of Tampa mit 21:18 knapp geschlagen geben. In diesem Spiel fiel Lambert den Scouts der NFL auf, die eigentlich seinen Mitspieler Gerald Tinker und zwei Gegenspieler beobachten sollten.

## Profilaufbahn
Lambert wurde 1974 in der zweiten Runde der Draft durch die Steelers an 46 Stelle gezogen. Die Verpflichtung von Lambert stieß auch auf Kritik. Mit 190 cm Körpergröße und 98 kg Körpergewicht galt er als für einen Abwehrspieler zu leicht und zu klein. Es sollte sich erweisen, dass er dieses angebliche Manko durch Schnelligkeit, Behändigkeit und Hartnäckigkeit wieder ausglich.
Das Jahr 1974 brachte für die Steelers zahlreiche Verpflichtungen, die sich später als Glücksgriffe herausstellen sollten. Neben Lambert konnten die Wide Receiver Lynn Swann und John Stallworth, sowie der Center Mike Webster verpflichtet werden. Zahlreiche weitere spätere Mitglieder in der Pro Football Hall of Fame, wie der Runningback Franco Harris und der Quarterback Terry Bradshaw spielten bereits für die Mannschaft aus Pittsburgh. Die Steelers entwickelten sich zu einer der Spiel bestimmenden Mannschaften der 70er Jahre.
Lambert ersetzte bei den Steelers Henry Davis, der 1973 seine Karriere beendet hatte. Bereits in seinem ersten Jahr gelang den Steelers unter Coach Chuck Noll der Einzug in den Super Bowl, den man auch mit 16:6 gegen die Minnesota Vikings gewinnen konnte. Lambert entwickelte sich in der Abwehr neben Joe Greene zu einem der Leistungsträger. Da auch zahlreiche Ausnahmespieler und spätere Mitglieder der Pro Football Hall of Fame, wie der Cornerback Mel Blount oder der Linebacker Jack Ham in der Abwehr der Steelers spielten und diese daher nur schwer zu überwinden war, erhielt sie durch die Presse aus Pittsburgh den Spitznamen: Steel Curtain (Vorhang aus Stahl). Insbesondere in der Saison 1976 machte die Abwehr ihrem Spitznamen alle Ehre. Bedingt durch den Ausfall von Terry Bradshaw und Lynn Swann aufgrund von Verletzungen, gingen vier der ersten fünf Spiele in der Regular Season verloren. Die Mannschaft fand sich ohne ihre Trainer in einer Sitzung zusammen, in der Lambert seine Mitspieler zu einer größeren Leistungsbereitschaft aufforderte und forderte, dass alle weiteren Spiele gewonnen werden müssten, wenn man noch in die Play-offs einziehen wolle. Diese Forderung konnte die Mannschaft dann in die Tat umsetzen – alle neun folgenden Spiele wurden gewonnen. Die Abwehr der Steelers ließ nur noch zwei Touchdowns zu, acht der 11 Stammspieler wurden danach in den Pro Bowl gewählt.
Dem ersten Titel 1974 folgten weitere Meisterschaftsgewinne. Der Super Bowl X konnte gegen die Dallas Cowboys mit 21:17 gewonnen werden, die im Super Bowl XIII nochmals mit 35:31 besiegt werden konnten. Ein Jahr später, im Super Bowl XIV, wurden dann die Los Angeles Rams mit 31:19 besiegt.
Lambert musste seine Laufbahn 1984 aufgrund einer Zehenverletzung beenden. Er konnte 23,5 Sacks erzielen (die Zahl ist inoffiziell, da bis 1982 keine statistische Erfassung erfolgte), darunter auch den ersten Sack, den Quarterback John Elway zu Beginn seiner Laufbahn bei den Denver Broncos im ersten Saisonspiel 1983 über sich ergehen lassen musste.

## Ehrungen
Lambert erhielt zahlreiche Ehrungen. Er ist Mitglied in dem NFL 75th Anniversary All-Time Team, in dem NFL 1970s All-Decade Team, in dem NFL 1980s All-Decade Team und seit 1990 in der Pro Football Hall of Fame. 1974 wurde er NFL Defensive Rookie of the Year und 1976 zum NFL Defensive Player of the Year. Er spielte neunmal im Pro Bowl, dem Saisonabschlussspiel der besten Spieler einer Spielrunde. Achtmal wurde er zum All-Pro gewählt.
Lambert zu Ehren vergibt der Touchdown Club of Columbus jährlich die Jack Lambert Trophy an den besten College Football Linebacker.

## Privat
Lambert ist verheiratet und hat vier Kinder. Er lebt in Worthington, Pennsylvania, engagiert sich als ehrenamtlicher Wildhüter und trainiert Jugendliche im Base- und Basketballspiel.

## Quelle
- Jens Plassmann: NFL – American Football. Das Spiel, die Stars, die Stories (= Rororo 9445 rororo Sport). Rowohlt, Reinbek bei Hamburg 1995, ISBN 3-499-19445-7.